# Hospital Xifré
L'Hospital Xifré és un edifici públic d'Arenys de Mar, catalogat com a bé cultural d'interès local.

## Història
Va ser construït entre 1844 i 1848 pels arquitectes Francesc Vila i Josep Buxareu, per iniciativa de l'indià Josep Xifré i Casas, que el 1849 el va donar a la ciutat com a «hospital per a pobres malalts». Va tenir un cost final de prop de 500.000 pessetes, i les escultures (avui desaparegudes) van ser obra de Damià Campeny.
Durant el segle xx va servir d'escola, i actualment acull diversos serveis municipals i els seus jardins són públics.

## Edifici
De planta rectangular (53 x 14 m) amb dos petits cossos que sobresurten als extrems per la part posterior (assolint els 22 m), és format per voltes de quatre punts sobre pilars de maó, formant tres llargues crugies, que als dos extrems es converteixen en quatre (el sector que sobresurt a les ales laterals és, de fet, una altra crugia). Tant la planta baixa com els dos pisos tenen la mateixa estructura.
L'exterior és força llis, amb pilastres acanalades adossades i una lleugera cornisa en la divisió dels pisos. La planta baixa és formada per tot un seguit d'arcs de mig punt, el primer i segon pis tenen obertures rectangulars en sentit vertical amb balcons. Coronaven l'edifici grups escultòrics i un fris de terracota, ara desapareguts a causa de les gelades, que donaven al conjunt un contrast cromàtic, característic de determinats edificis del neoclassicisme català. A la mateixa època, hom construí una tanca amb una porta d'accés, tot dins l'estil neoclàssic, que protegia el conjunt d'edifici i jardins.

### Panteó Xifré
En morir Josep Xifré a la seva torre del Guinardó, el 7 d'agost de 1856, el seu fill Josep Xifré Downing va gestionar el trasllat de les seves restes a la capella de l'hospital d'Arenys de Mar, on va encarregar a l'escultor francès Charles Gumery, que havia conegut en una de les seves habituals estades a París (les seves escultures adornen el Museu del Louvre, la Gare du Nord, el Palais d'Orsay, la Fontaine de Saint-Michel i l'Òpera Garnier) un magnífic mausoleu. D'aquesta manera, des del 7 d'agost de 1861 (cinc anys després de la seva mort), les seves despulles hi reposen amb el següent epitafi: «Josep Xifré i Casas, qui, del seu patrimoni, va fundar aquesta casa per a la cura dels malalts».